# Organized Crime and Corruption Reporting Project
L'Organized Crime and Corruption Reporting Project, également désigné par son acronyme OCCRP, est un regroupement de journalistes d'enquête et de centres d'enquête fondé en 2006. Les membres de l'OCCRP enquêtent sur différentes zones géographiques et sur des thématiques liées à la corruption et au crime organisé.

## Histoire
L'OCCRP est fondé en 2006 par les journalistes Drew Sullivan et Paul Radu (en) à l'aide d'une bourse du Fonds des Nations unies pour la démocratie. Les deux journalistes enquêtaient alors sur les traders en énergie en Europe de l'Est et ressentaient le besoin de mener leur enquête sur plusieurs pays en même temps et d'avoir une structure pour les y aider.
L'OCCRP participe avec la plateforme Forbidden Stories au projet Daphne, un projet de journalisme d'investigation collaboratif faisant suite à l'assassinat de la journaliste maltaise Daphne Caruana Galizia pour ses révélations.
En 2024, une enquête menée par Mediapart (France), Drop Site News (d)  (États-Unis), Il Fatto Quotidiano (Italie), Reporters United (Grèce) indique que les dirigeants de l’OCCRP ont placé la structure dans une situation de dépendance structurelle vis-à-vis du gouvernement fédéral des États-Unis, qui finance la moitié du budget de l'organisation et bénéficie d’un droit de veto sur ses dirigeants. L’OCCRP, qui se présente comme totalement indépendant, considère que la remise en question de sa neutralité est diffamatoire et menace en conséquence certains de ces médias de poursuites judiciaires,. La télévision allemande Norddeutscher Rundfunk a renoncé à diffuser les conclusions de cette enquête, sous la pression de l'OCCRP.

## Enquêtes
Les enquêtes de l’OCCRP sont régulièrement reprises par la presse généraliste.
- Violation de l'embargo de l'Organisation des Nations unies par les entreprises Semlex et Gunvor pour fournir en armes le président ivoirien Laurent Gbagbo[4].
- Liens entre Big Tobacco et le marché noir de cigarettes.
- Système de blanchiment d'argent et de corruption par la diplomatie du caviar, de la part du gouvernement azerbaïdjanais[5],[6].
- Suisse Secrets, à propos de comptes de clients du Crédit Suisse pratiquant l'évasion fiscale, en février 2022.
- Dubai Uncovered (en), sur le crime organisé, les fonctionnaires et les personnalités politiques qui investissent de l'argent sale dans l'immobilier à Dubaï, en mai 2022[7].
- Cyprus Confidential, en partenariat avec 67 autres médias, en novembre 2023, qui dévoile que le système bancaire en république de Chypre est devenu une plaque tournante du blanchiment d'argent pour les oligarques russes ainsi que les industries du football, de la pharmaceutique et de la pornographie[8],[9].

## Prix annuel
Cette section ne s'appuie pas, ou pas assez, sur des sources secondaires ou tertiaires indépendantes du sujet.

Pour l'améliorer, ajoutez-en, ou placez des modèles {{Source secondaire souhaitée}} ou {{Source secondaire nécessaire}} sur les passages mal sourcés. (décembre 2024)
Depuis 2012, l'OCCRP décerne un prix qui « reconnaît la personne ou l'institution qui a fait le plus pour faire progresser le crime organisé et la corruption dans le monde ».
- 2012 – Ilham Aliyev, président de l'Azerbaïdjan[11].
- 2013 – Parlement roumain[12].
- 2014 – Vladimir Poutine, président de la Russie[13].
- 2015 – Milo Đukanović, Premier ministre du Monténégro[14].
- 2016 – Nicolás Maduro, président du Vénézuela[15].
- 2017 – Rodrigo Duterte, président des Philippines[16].
- 2018 – Danske Bank, banque danoise[17].
- 2019 – Joseph Muscat, Premier ministre de Malte[18].
- 2020 – Jair Bolsonaro, président du Brésil[19].
- 2021 - Alexandre Loukachenko, président de la Biélorussie[20].
- 2022 - Evgueni Prigojine, oligarque russe et chef du groupe Wagner[21].
- 2023 - María Consuelo Porras, ministre de la Justice au Guatemala[22].
- 2024 - Bachar el-Assad, président de la Syrie[23].